# Берестянка (Нижегородская область)
Берестянка — деревня в городском округе Шахунья Нижегородской области России.

## География
Расположена на северо-востоке области, на реке Малая Какша, примерно в 45 километрах (по шоссе) почти на север от города Шахунья.
На 2017 год в Берестянке числится 1 улица — Берестянская.

## Климат
Находится в умеренно холодном континентальном климате с холодной и многоснежной зимой и умеренно жарким летом. Минимальная температура: −46 °C (31 декабря 1979 года), максимальная: +37 °C. Продолжительность периода с температурой ниже +8 °C — 226 суток, с 0 °C — 163 суток.

## История
До 2009 года входила в Верховский сельсовет. Согласно Закону Нижегородской области от 28 августа 2009 года № 149-З Берестянка вошла в Хмелевицкий сельсовет.
Согласно Закону Нижегородской области от 1 ноября 2011 года № 153-З все муниципальные образования Шахунского района, включая Хмелевицкий сельсовет, объединены в муниципальное образование городской округ город Шахунья Нижегородской области, куда и вошла Берестянка.

## Население
| 1999 | 2002 | 2010 |
| ---- | ---- | ---- |
| 12   | ↘10  | →10  |

## Инфраструктура
Личное подсобное хозяйство.

## Транспорт
Стоит на автодороге «Верховское — Сява» (идентификационный номер	22 ОП МЗ 22Н-4829).